# L'Empire du centurion

L'Empire du centurion (titre original : The Centurion's Empire) est un roman de science-fiction de l'écrivain australien Sean McMullen, publié aux États-Unis en 1998 et en France en 2003.

## Présentation de l'œuvre
L'Empire du centurion est constitué de quatre histoires distinctes se déroulant à quatre époques différentes dont la réunion forme un ensemble cohérent. La quatrième histoire est considérablement plus importante en taille que les trois autres dont elle constitue l'aboutissement. Elle occupe en effet presque la moitié de l'ouvrage.
 
Les trois premières histoires sont narrées en un seul chapitre :
- Immortale venenum : Rome antique, en l'an de grâce 71.
- Pax Romana : Wessex, dans les iles Britanniques, en l'an de grâce 870.
- L'Ancre de Charon : Nord de la France, en l'an de grâce 1358 durant la révolte des Jacques.

La quatrième histoire correspond à trois chapitres. Elle se déroule en l'an de grâce 2028:
- Le Champion du centurion : Durvas en Grande-Bretagne, puis Paris (France) et Moscou (Russie).
- La Déciade[1] : Houston (Texas), puis Fisbourne (Grande-Bretagne), Durvas (Angleterre)
- La Comtesse et le chevalier : États-Unis, France, Australie.

S'il n'est pas son premier roman, L'Empire du centurion est en revanche le premier de Sean McMullen qui ait été traduit et publié à l'étranger, notamment en France.

## Synopsis
En l'an 71 après Jésus Christ, une société secrète composée d'anciens Étrusques, qui se font appeler les Temporiens, exerce une influence occulte sur la cité de Rome. Depuis cinq siècles, les Temporiens règnent égoïstement en secret grâce à une potion, l’Immortale venenum, qui leur confère la capacité de s'endormir impunément dans de la glace. Ils se réveillent ainsi plusieurs décennies plus tard prêts à gouverner de nouveau.

l’Immortale venenum a été découvert par Celcinius, un Étrusque né cinq cent quatre-vingts ans auparavant. Cette huile est extraite d'insectes ayant la propriété de résister aux grands froids. C'est aussi un violent poison pour la plupart des humains qui sont incapables de supporter son acidité. Seuls quelques rares élus y parviennent.

Le soldat romain, Vitellan Bavalius, qui deviendra plus tard centurion, vient d'attirer l'attention des Temporiens en survivant durant cinq jours au froid glacial de la mer Tyrrhénienne après le naufrage de son navire. Cette résistance le désigne comme apte à supporter l'huile d'immortalité et le long sommeil dans le Frigidarium, le tombeau des glaces. Les Temporiens disparaissent toutefois avant d'avoir pu recruter Vitellan Bavalius, emportés par une péripétie de l'histoire.
 
Vitellan Bavalius n'échappe cependant pas à sa destinée. Quelque temps plus tard, il rencontre un médecin grec, nommé Milos, entre les mains duquel est parvenue une petite quantité de l'huile des Temporiens. Cette faible quantité sera suffisante pour lui permettre d'entamer un voyage dans le temps qui durera deux millénaires.

## Prix littéraires
- Le roman L'Empire du centurion a remporté le prix du meilleur roman aux prix Aurealis en 1998.

## Citations
- « Pourquoi se raccrocher à la vie pendant des siècles si c'est pour vivre sans honneur ? » Vitellan Bavalius, p. 161.